# Maitreia
Maitreia (Maitreya) ou Maitria (do sânscrito maitri, "amistosidade") é como é designado o renovador do budismo, o próximo Buda, que reiniciará o atual ciclo iniciado por Sidarta Gautama, quando os ensinamentos deste tiverem sido esquecidos neste mundo. Muitos cálculos tem sido apresentados para quando este renovador do budismo deverá renascer: por exemplo, daqui a 30 000 anos.

## Visão budista
O termo "Buda", o "Iluminado", refere-se a um ser que passou pela experiência do nirvana e, em consequência, nunca mais passará pelo ciclo dos nascimentos e das mortes. A palavra é reservada aos seres que alcançaram este estado por conta própria, num mundo que não conhecia ainda o budismo como religião, e que ensinaram aos outros a sua descoberta. A filosofia budista acredita na existência de vários budas: alguns existiram antes do Buda histórico, Sidarta Gautama, e outros surgirão num futuro distante.
A tradição Theravada elaborou uma lista de cinco budas: quatro do passado e um do futuro (o Maitreia).
Os budistas acreditam que o Maitreia vive no céu Tusita, onde aguarda renascer num futuro distante, quando os ensinamentos do Buda histórico tiverem sido esquecidos. Segundo alguns cálculos tradicionais, este buda surgiria dentro de 5,6 bilhões de anos a partir da era atual ou 560 milhões de anos (igualmente a partir da era atual).
O Maitreia é também bastante importante na tradição budista Mahayana. No Extremo Oriente, a chegada do Maitreia está associada ao início de uma nova era na qual o mundo será transformado num paraíso.
É provável que este conceito tenha surgido no budismo sob influência de concepções similares encontradas em outros sistemas religiosos, como a antiga concepção indiana do Cakravartin, um monarca que unificará todo o mundo. Apontam-se também os contatos do budismo com o zoroastrismo no planalto iraniano; esta última religião desenvolveu a ideia de um futuro salvador, denominado Saoshyant, que nascerá de uma virgem e que dará início a uma renovação total do mundo.
Na Índia, desenvolveu-se, desde cedo, um culto em torno do Maitreia, que se deslocou nos séculos V e VI d.C. para a Ásia Central e China. Os devotos deste culto pretendiam renascer no céu Tusita, de modo a se beneficiarem dos ensinamentos do Maitreia, desejando igualmente se juntarem a ele na Terra. Este movimento seria, em parte, substituído pelo culto a Amitaba.
Antes da chegada do budismo ao Japão, as práticas religiosas deste arquipélago caracterizavam-se pela sacralização de determinados locais, como as montanhas ou os mares. As várias seitas do budismo japonês, apoiando-se neste fenómeno, passaram a considerar certas montanhas como moradas do Maitreia. Uma tradição japonesa afirma que o Maitreia chegará num barco carregado com arroz.

### Representações artísticas

Maitreia com os seus discípulos, nas Grutas Feilai Feng, em Hangzhou, na República Popular da China

As representações do Maitreia na pintura e na escultura tendem a retratá-lo como uma figura gorda e sorridente, numa alusão à era de abundância e alegria que ele inauguraria. Também tendem a representá-lo de maneira sentada, com as pernas e tornozelos ligeiramente cruzados.
Outro traço distintivo das suas representações é a presença de uma pequena estupa na cabeça, que se relaciona com uma lenda segundo a qual Mahakasyapa, um discípulo do Buda histórico, aguarda em meditação perto de uma estupa a chegada do Maitreia, a quem ele entregará a veste e a tigela de Sidarta Gautama, representando, assim, a passagem da autoridade de um Buda para outro. Na China, é muito comum a representação do Maitreia como "buda sorridente", aparentemente influenciada pela figura do monge Putai, conhecido pela sua bonomia e afeição pelas crianças.